# Davidius monastyrskii
Davidius monastyrskii – gatunek ważki z rodziny gadziogłówkowatych (Gomphidae). Znany tylko z miejsca typowego w Parku Narodowym Ba Bể w prowincji Bắc Kạn w północnym Wietnamie. Opisał go Do Manh Cuong w 2005 roku na łamach czasopisma „Odonatologica”, w oparciu o dwa samce odłowione w 1997 (holotyp) i 2004 roku. Wymiary: długość odwłoka 28 mm, długość tylnego skrzydła 21 mm.